# Jagoda u supermarketu
Jagoda u supermarketu (serbi: Јагода у супермаркету) és una pel·lícula de comèdia d'acció de Sèrbia i Montenegro del 2003 dirigida per Dušan Milić. La pel·lícula va guanyar el primer premi al Cinequest Film & Creativity Festival del 2004 a San Jose (Califòrnia). És protagonitzada per Branka Katić.
Jagoda u supermarketu fou projectada al 54è Festival Internacional de Cinema de Berlín.

## Argument
Jagoda és una jove caixera d'un nou supermercat americà obert al centre d'una ciutat de Sèrbia que, obligada a quedar-se a la feina fins tard a causa de la seva companya Ljubica (que també s'emporta el x icot en que estava interessada), es nega grollerament a servir una dona gran amb l'excusa del tancament imminent. L'endemà Marko, el net de la vella, es presenta al supermercat, armat fins a les dents i amb la intenció de fer justícia contra els que van tractar malament la seva pobra àvia. Mentre que fora la policia que vol intervenir per capturar el terrorista està envoltat per una multitud d'ultres de l'Estrella Roja de Belgrad que canten Càntic futbolístic, Jagoda i Marko es coneixen i s'enamoren gradualment.

## Repartiment
- Branka Katić com a Jagoda Dimitrijević
- Srđan Todorović com a Marko Kraljević
- Dubravka Mijatović com a Ljubica
- Goran Radaković com a Nebojša
- Danilo Lazović com a comandant SWAT
- Mirjana Karanović com a propietària del supermercat
- Nikola Simić com a assassí "Kobac"
- Zorka Manojlović com a àvia

## Sàtira
Tot i que la pel·lícula és en tots els aspectes una comèdia lleugera, tracta alguns temes que són força sentits pel poble serbi, com l'occidentalització i l'antiamericanisme. Tot el conjunt del supermercat nord-americà destruït és una metàfora molt clara del fàstic que expressa el terrorista Marko cap a tot allò que ve d'Occident (OMG, globalització). Fins i tot la policia no està exempta de dures crítiques en aquest sentit, tant de manera goliàrdia (el cor sorollós de la multitud) com d'una manera més directa (a la pel·lícula se'ls denomina lacais dels americans).